# Denison (Texas)
Denison és una població dels Estats Units a l'estat de Texas. Segons el cens del 2009 tenia 24.127 habitants.

## Fills il·lustres
- Booker Ervin (930-1970) músic de jazz.

## Demografia
Segons el cens del 2000, Denison tenia 22.773 habitants, 9.185 habitatges, i 6.135 famílies. La densitat de població era de 389,2 habitants/km².
Dels 9.185 habitatges en un 29,8% hi vivien nens de menys de 18 anys, en un 48,1% hi vivien parelles casades, en un 14,4% dones solteres, i en un 33,2% no eren unitats familiars. En el 29,1% dels habitatges hi vivien persones soles el 14,4% de les quals corresponia a persones de 65 anys o més que vivien soles. El nombre mitjà de persones vivint en cada habitatge era de 2,43 i el nombre mitjà de persones que vivien en cada família era de 2,97.
Per edats la població es repartia de la següent manera: un 24,6% tenia menys de 18 anys, un 8,8% entre 18 i 24, un 26,7% entre 25 i 44, un 22,4% de 45 a 60 i un 17,4% 65 anys o més.
L'edat mediana era de 38 anys. Per cada 100 dones de 18 o més anys hi havia 83,7 homes.
Cap de les famílies estaven per davall del llindar de pobresa.

## Poblacions més properes
El següent diagrama mostra les poblacions més properes.